# 鉄筋工事
鉄筋工事（てっきんこうじ）とは、棒鋼等の鋼材を加工、接合し、又は組立てる建設工事。
内容は、鉄筋加工組立工事、鉄筋継手工事 ガス圧接工事などである。

## 鉄筋工事業
鉄筋工事業（てっきんこうじ）とは、棒鋼等の鋼材を加工、接合し、又は組立てる工事を業とする建設業。
『鉄筋工事』は「鉄筋加工組立て工事」と「鉄筋継手工事」からなっており、「鉄筋加工組立て工事」は鉄筋の配筋と組立て、「鉄筋継手工事」は配筋された鉄筋を接合する工事である。鉄筋継手にはガス圧接継手、溶接継手、機械式継手等がある。

## 解説
土木工事標準積算基準書の鉄筋工(市場単価)には、「加算率」と「補正係数1」、「補正係数2」の項目で率や係数に関する記述がある。
基準書によると、加算率は一つの工事の全体鉄筋数量が10t以上なのか、10t未満なのかで変わってくる。
10t未満の場合、施工の規模が小さくて、 細かな加工や組み立てに手間がかかることをイメージできれば、加算率を考慮することは納得できうる。
補正係数1は、時間や場所、 施工形態に制約を受けるかどうかで判断する。 例えば主筋にD38を使用するなら、「太鉄筋」に該当する補正係数の項目を踏まえなければならない。ここで注意する必要があるのは、補正係数は 基準書で「1単位当たりの構造物のうち…」と記述してある点で、前述の加算率の項目が「1工事当たり」 だったのと異なる。例えば橋の1橋脚当たりに使用する鉄筋数量とD38の数量とし、1橋脚当たりに占める太怪鉄筋の割合は約45%とすると、K7の「0.7」という係数を計上する必要がある。低減する理由は、太径鉄筋は基本的に主筋として使用するもので、曲げ加工を施すことが少なく労力がかからないからであるが、このように鉄筋の加工状況次第で、施工費は補正される。
鉄肪に限らず積算基準書には、このような制約条件の記述がある。 選択し週用する場合に注意深く確認するだけでなく、なぜ補正係数があるのかという問題意識を持ち、内容をかみ砕いて理解することが重要である。